# Mola (Gattung)
Mola ist eine Gattung der Mondfische (Molidae).

## Merkmale
Der Körper ist oval und seitlich stark abgeflacht. Ein Schwanzstiel und eine eigentliche Schwanzflosse fehlen. Stattdessen wird der hinten stumpf abschließende Körper von einer aus Elementen der Rücken- und Afterflosse geformten ledrigen Pseudocaudale gesäumt, die leicht eingebuchtet sein kann. Eine mittige Verlängerung der Pseudocaudale, charakteristisches Merkmal der Gattung Masturus, fehlt. Das Maul ist klein und mit zusammengewachsenen Zähnen besetzt, die einen schnabelartigen Beißapparat bilden. Die Haut ist ledrig und dick. Die Schuppen sind weitgehend reduziert und haben eine abgerundete Basis und ein spitzes oder rechteckiges Ende. Die Kiemenöffnungen sind oval und klein. Das Seitenliniensystem beschränkt sich auf die Umgebung der Augen. Es ist kaum wahrnehmbar. Eine Schwimmblase ist nicht vorhanden. Rücken- und Afterflosse stehen hinter der Körpermitte sich symmetrisch gegenüber. Sie sind gleich geformt, hoch aber mit kurzer Basis und dienen als kräftige Hauptantriebsorgane. Bauchflossen fehlen.
Mola-Arten haben eine dunkle Rückenseite und werden zum Bauch hin zunehmend heller. Die Körperseiten sind oft mit Punkten oder Flecken gemustert.

## Arten
- Mondfisch (Mola mola) (Linnaeus, 1758)
- Mola alexandrini (Ranzani, 1839)[2]
- Mola tecta[1]